# Jessie Cave

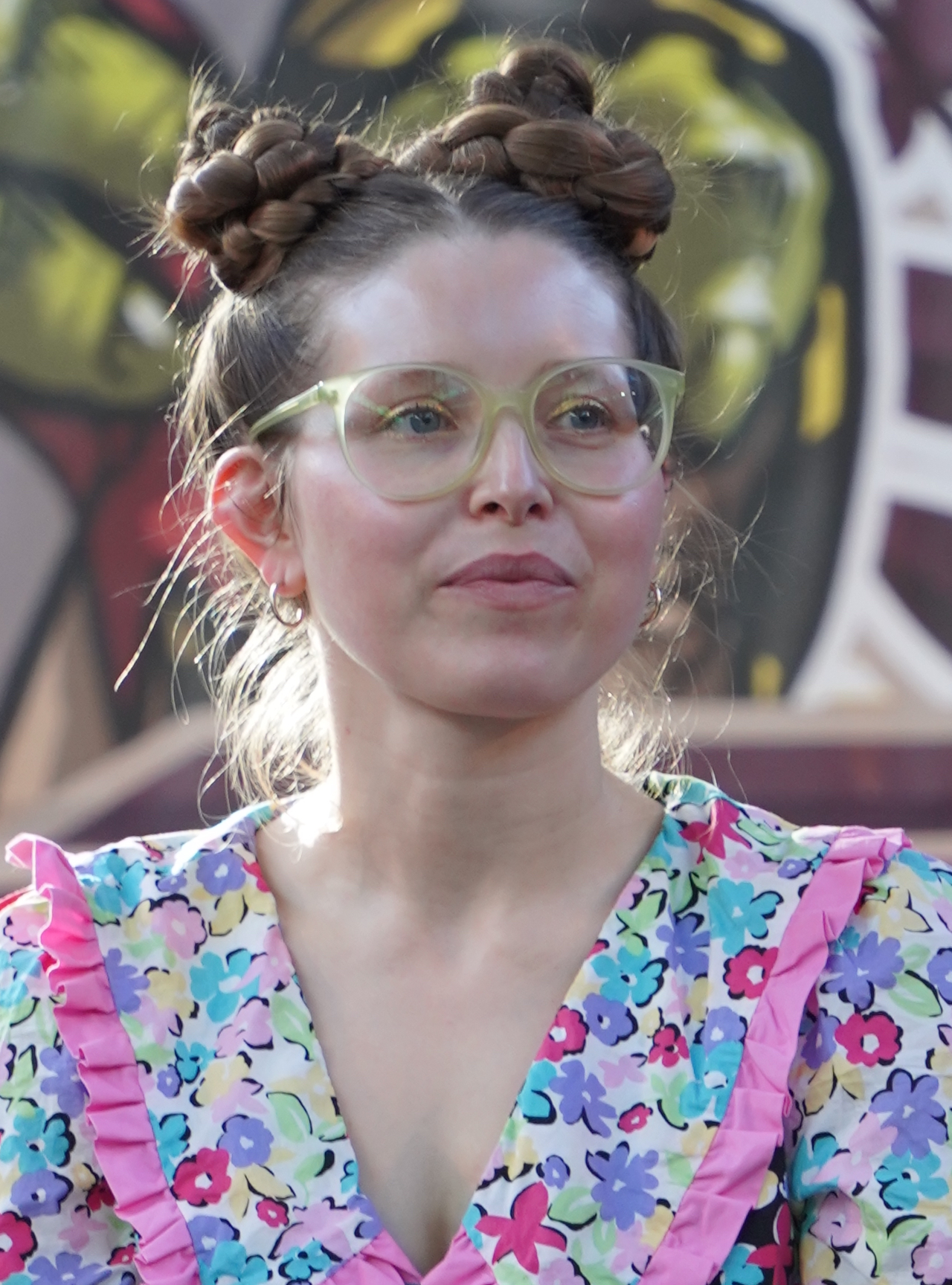
Jessie Cave (2022)

Jessica „Jessie“ Cave (* 5. Mai 1987 in London) ist eine britische Schauspielerin. Sie wurde durch ihre Rolle als Lavender Brown in Harry Potter und der Halbblutprinz bekannt.

## Leben
Jessie Cave ist die Zweitälteste von fünf Geschwistern. Ihre jüngste Schwester, Bebe, ist ebenfalls Schauspielerin. Gemeinsam spielten sie im Film Das Märchen der Märchen. Ihr Vater arbeitet als Arzt für Allgemeinmedizin. Sie studierte Illustration und Animation an der Londoner Kingston University und Englisch und Literatur an der University of Manchester. Ihr Großvater ist der ehemalige Chief Secretary von Hongkong, Sir Charles Philip Haddon-Cave.
In der Verfilmung von Cornelia Funkes Roman Tintenherz spielte Cave eine kleine Rolle als Nixe. Im Juni 2009 trat sie als Thomasina in der Wiederaufführung von Tom Stoppards Stück Arkadien am Duke of York’s Theatre im Londoner West End auf. Cave wurde aus über 7.000 Mädchen, die sich für die Rolle der Lavender Brown in der Verfilmung des Romans Harry Potter und der Halbblutprinz bewarben, ausgewählt. Der Film kam am 16. Juli 2009 in die deutschen Kinos. Nach Abschluss der Harry-Potter-Filmreihe 2011 setzt sie ihre Schauspielkarriere fort, unter anderem mit festen Rollen in den Serien Glue und Trollied, außerdem mit Nebenrollen in den Spielfilmen Pride (2014) und Benjamin (2018)
2014 wurde sie Mutter eines Sohnes, 2016 kam eine Tochter und 2020 ein weiterer Sohn zur Welt.

## Filmografie (Auswahl)
- 2007: Cranford (Fernsehserie, Folge April 1843)
- 2008: Tintenherz (Inkheart)
- 2008: Summerhill (Fernsehfilm)
- 2009: Harry Potter und der Halbblutprinz (Harry Potter and the Half-Blood Prince)
- 2009: The Science of Cool
- 2011: Harry Potter und die Heiligtümer des Todes: Teil 2 (Harry Potter and the Deathly Hallows: Part 2)
- 2012: Große Erwartungen (Great Expectations)
- 2013: Wizards vs. Aliens (Fernsehserie, 2 Folgen)
- 2014: Pride
- 2014: Glue (Fernsehserie, 8 Folgen)
- 2015: Das Märchen der Märchen (Il racconto dei racconti)
- 2015–2018: Trollied (Fernsehserie, 15 Folgen)
- 2016: Porridge (Fernsehfilm)
- 2017: Black Mirror (Fernsehserie, Folge Hang the DJ)
- 2018: Father Brown (Fernsehserie, Folge The Kembleford Dragon)
- 2018: Benjamin
- seit 2021: Buffering (Fernsehserie)
- 2025: The Thing with Feathers